# Francisco Martín Pinzón
Francisco Martín Pinzón (vers 1445, Palos de la Frontera, Espagne - 1502) est un navigateur et explorateur espagnol.
Né dans une famille de riches marins morisques de Palos : les Pinzón, il accompagne sur mer ses deux frères Martin Alonso Pinzón et Vicente Yáñez  Pinzón, mais est souvent oublié.
Les Pinzón louent deux caravelles la Niña et la Pinta. Vincent prend le commandement de la Niña et Martin celui de la Pinta. Francisco est  pilote à bord de la Pinta. Les deux vaisseaux partiront avec un troisième navire, une nef baptisée Santa Maria, à la conquête du Nouveau Monde sous les ordres de Christophe Colomb.

## Source
- (es) Cet article est partiellement ou en totalité issu de l’article de Wikipédia en espagnol intitulé « Francisco Martín Pinzón » (voir la liste des auteurs).